# Primera División RFEF 2021-22
La temporada 2021-22 de la Primera División RFEF de fútbol correspondió a la primera edición de este campeonato que ocupa el tercer nivel en el sistema de ligas de fútbol de España. Dio comienzo el 27 de agosto de 2021 con el encuentro entre la Cultural y Deportiva Leonesa y el Rayo Majadahonda, en el que fue el primer partido de la historia de la competición, y la liga regular finalizó el 29 de mayo de 2022. Posteriormente se disputó la promoción de ascenso entre el 4 y el 12 de junio. El campeón absoluto de la categoría fue el Real Racing Club de Santander.
En esta temporada todos los equipos jugaron como debutantes en la competición.

## Sistema de competición
Participarán cuarenta clubes, encuadrados en dos grupos de veinte equipos, según los siguientes criterios de proximidad geográfica:
- Grupo I: equipos de Galicia, Asturias, Cantabria, País Vasco, Navarra, La Rioja, Castilla y León, Extremadura, Castilla-La Mancha (excepto provincia de Albacete) y Madrid (excepto ciudad de Madrid).
- Grupo II: equipos de Aragón, Cataluña, Baleares, Comunidad Valenciana, Murcia, Canarias, Andalucía, Ceuta, Melilla, Andorra, ciudad de Madrid (Comunidad de Madrid) y provincia de Albacete (Castilla-La Mancha).

Se enfrentan en cada grupo todos contra todos en dos ocasiones -una en campo propio y otra en campo contrario- durante un total de 38 jornadas. El orden de los encuentros se decidirá por sorteo antes de empezar la competición. La Real Federación Española de Fútbol será la responsable de designar las fechas de los partidos y los árbitros de cada encuentro, reservando al equipo local la potestad de fijar el horario exacto de cada encuentro.
El ganador de un partido obtiene tres puntos, el perdedor cero puntos, y en caso de empate hay un punto para cada equipo. Al término del campeonato los campeones de cada grupo ascienden de forma directa a Segunda División, mientras que los clasificados entre el segundo y el quinto lugar juegan la promoción de ascenso. Los emparejamientos se realizarán enfrentando al segundo de un grupo con el quinto del otro y el tercero contra el cuarto. Esta promoción tiene formato de eliminación directa a partido único, con prórroga, pero sin tandas de penaltis (en caso de empate se clasifica el que mejor puesto haya obtenido en la liga regular) salvo en duelos entre equipos con el mismo puesto durante la fase regular. Los dos vencedores de las dos eliminatorias ascienden de igual forma a Segunda División.
Los cinco últimos equipos clasificados de cada grupo descienden directamente a Segunda División RFEF.

## Equipos clasificados
| Equipo                           | Ciudad                     | Estadio                         | Capacidad | Entrenador               | Capitán              |
| -------------------------------- | -------------------------- | ------------------------------- | --------- | ------------------------ | -------------------- |
| Albacete Balompié                | Albacete                   | Carlos Belmonte                 | 17 500    | Rubén de la Barrera      |                      |
| Algeciras C. F.                  | Algeciras                  | Nuevo Mirador                   | 7 500     | Iván Ania                |                      |
| Atlético Sanluqueño C. F.        | Sanlúcar de Barrameda      | Estadio El Palmar               | 5 000     | Pedro Buenaventura Ugía  |                      |
| Betis Deportivo                  | Sevilla                    | Ciudad deportiva Luis del Sol   | 3 500     | Manuel Ruano             |                      |
| Bilbao Athletic                  | Bilbao                     | Lezama                          | 3 200     | Imanol de la Sota        |                      |
| C. E. Sabadell F. C.             | Sabadell                   | Nova Creu Alta                  | 11 981    | Antonio Hidalgo          |                      |
| C. D. Alcoyano                   | Alcoy                      | Estadio El Collao               | 5 000     | Vicente Parras           | Julian Cerdá Vicente |
| C. D. Atlético Baleares          | Palma de Mallorca          | Estadio Balear                  | 4 200     | Xavier Calm Sans         |                      |
| C. D. Badajoz                    | Badajoz                    | Nuevo Vivero                    | 14 175    | Óscar Cano               |                      |
| C. D. Calahorra                  | Calahorra                  | La Planilla                     | 4 500     | Eduardo Docampo          |                      |
| C. D. Castellón                  | Castellón                  | Estadio municipal de Castalia   | 15 500    | Sergio Escobar Cabus     | David Cubillas Peña  |
| C. D. Tudelano                   | Tudela                     | Ciudad de Tudela                | 11 000    | Javier Olaizola          |                      |
| C. F. Talavera de la Reina       | Talavera de la Reina       | El Prado                        | 4 200     | Víctor Cea               |                      |
| Gimnàstic de Tarragona           | Tarragona                  | Nou Estadi                      | 14 591    | Raül Agné                | Raúl Agné            |
| C. F. Rayo Majadahonda           | Majadahonda                | Cerro del Espino                | 3 900     | Abel Gómez               |                      |
| Cultural y Deportiva Leonesa     | León                       | Reino de León                   | 13 346    | Ramón González Expósito  | Julen Castañeda      |
| C. Internacional de Madrid       | Villaviciosa de Odón       | Municipal de Villaviciosa       | 2 000     | Alfredo Santaelena       |                      |
| Extremadura U. D. (excluido)     | Almendralejo               | Estadio Francisco de la Hera    | 11 580    | Manuel Mosquera          |                      |
| F. C. Andorra                    | Encamp                     | Prada de Moles                  | 1 100     | Eder Sarabia             |                      |
| F. C. Barcelona "B"              | Barcelona                  | Johan Cruyff                    | 6 000     | Sergi Barjuan            | Bandera de España    |
| Linares Deportivo                | Linares                    | Linarejos                       | 10 000    | Héctor Sandroni          |                      |
| Racing Club de Ferrol            | Ferrol                     | A Malata                        | 12 042    | Cristóbal Parralo        | Joselu Gómez         |
| Racing de Santander              | Santander                  | El Sardinero                    | 22 222    | Guillermo Fernández Romo |                      |
| R. B. Linense                    | La Línea de la Concepción  | Municipal de La Línea           | 10 800    | Antonio Ruiz "Romerito"  | José Manuel Carrasco |
| R. C. Celta de Vigo "B"          | Vigo                       | Campo municipal de Barreiro     | 1 701     | Onésimo Sánchez          |                      |
| R. C. Deportivo de La Coruña     | La Coruña                  | Abanca-Riazor                   | 34 889    | Borja Jiménez            | Álex Bergantiños     |
| Real Madrid Castilla             | Madrid                     | Alfredo Di Stéfano              | 6 000     | Raúl González            |                      |
| Real Unión Club                  | Irún                       | Stadium Gal                     | 6 344     | Aitor Zulaika            |                      |
| Real Valladolid Promesas         | Valladolid                 | Anexos al Estadio José Zorrilla | 741       | Julio Baptista           | Javi Aparicio        |
| San Fernando C. D.               | San Fernando               | Estadio Bahía Sur               | 8 021     | Nacho Castro             |                      |
| Sevilla Atlético                 | Sevilla                    | Jesús Navas                     | 6 000     | Paco Gallardo            |                      |
| S. D. Logroñés                   | Logroño                    | Estadio Mundial 82              | 3 500     | Raúl Llona               | Miguel Ledo          |
| UCAM Murcia C. F.                | Murcia                     | Estadio de La Condomina         | 6 500     | José María Salmerón      | Rafa de Vicente      |
| U. D. Logroñés                   | Logroño                    | Las Gaunas                      | 15 902    | Baldomero Hermoso        |                      |
| U. D. San Sebastián de los Reyes | San Sebastián de los Reyes | Nuevo Matapiñonera              | 3 000     | Marcos Jiménez           |                      |
| U. E. Cornellà                   | Cornellá de Llobregat      | Estadio municipal               | 1 500     | Raúl Casañ               |                      |
| U. E Costa Brava                 | Llagostera                 | Nou Estadi de Palamós           | 5 938     | Oriol Alsina             |                      |
| Unionistas de Salamanca C. F.    | Salamanca                  | Estadio Reina Sofía             | 4 900     | Dani Mori                | Carlos De la Nava    |
| Villarreal C. F. "B"             | Villarreal                 | Mini Estadi                     | 5 000     | Miguel Álvarez           |                      |
| Zamora C. F.                     | Zamora                     | Estadio Ruta de la Plata        | 7 813     | David Movilla            |                      |

## Ascensos y descensos
| Pos.      | Ascendidos a 2.ª División |
| --------- | ------------------------- |
| 1º (I)    | Burgos C. F.              |
| 1.º (II)  | Real Sociedad "B"         |
| 1.º (III) | U. D. Ibiza               |
| 3.º (II)  | S. D. Amorebieta          |

| Pos. | Descendidos de 2.ª División |
| ---- | --------------------------- |
| 19.º | C. E. Sabadell F. C.        |
| 20.º | U. D. Logroñés              |
| 21.º | C. D. Castellón             |
| 22.º | Albacete Balompié           |

| Procedentes de 2.ª División B | Procedentes de 2.ª División B | Procedentes de 2.ª División B    |
| ----------------------------- | ----------------------------- | -------------------------------- |
| C. D. Alcoyano                | Cultural y Deportiva Leonesa  | C. F. Rayo Majadahonda           |
| Algeciras C. F.               | Deportivo de La Coruña        | Real Unión Club                  |
| 'F. C. Andorra'               | Extremadura U. D.             | San Fernando C. D.               |
| C. D. Atlético Baleares       | C. Gimnàstic de Tarragona     | U. D. San Sebastián de los Reyes |
| Atlético Sanluqueño C. F.     | C. F. Internacional de Madrid | Sevilla Atlético                 |
| 'C. D. Badajoz'               | Linares Deportivo             | C. F. Talavera de la Reina       |
| F. C. Barcelona "B"           | R. B. Linense                 | C. D. Tudelano                   |
| Betis Deportivo Balompié      | U. E. Costa Brava             | UCAM Murcia C. F.                |
| Bilbao Athletic               | S. D. Logroñés                | Unionistas de Salamanca          |
| C. D. Calahorra               | Real Madrid Castilla          | Real Valladolid Promesas         |
| R. C. Celta de Vigo "B"       | Racing Club de Ferrol         | Villarreal C. F. "B"             |
| U. E. Cornellà                | Racing de Santander           | Zamora C. F.                     |

## Grupos

### Grupo I

#### Equipos por comunidad autónoma
| N.º | Com. autónoma       | Equipos                                                                                          |
| --- | ------------------- | ------------------------------------------------------------------------------------------------ |
| 4   | Castilla y León     | Cultural y Deportiva Leonesa Unionistas de Salamanca C. F. Real Valladolid Promesas Zamora C. F. |
| 3   | Comunidad de Madrid | Internacional de Madrid C. F. Rayo Majadahonda U. D. San Sebastián de los Reyes                  |
| 3   | Galicia             | Racing Club de Ferrol R. C. Deportivo de La Coruña R. C. Celta de Vigo "B"                       |
| 3   | La Rioja            | S. D. Logroñés C. D. Calahorra U. D. Logroñés                                                    |
| 2   | Extremadura         | C. D. Badajoz Extremadura U. D. (retirado)                                                       |
| 2   | País Vasco          | Bilbao Athletic Real Unión Club                                                                  |
| 1   | Cantabria           | Racing de Santander                                                                              |
| 1   | Castilla-La Mancha  | C. F. Talavera de la Reina                                                                       |
| 1   | Navarra             | C. D. Tudelano                                                                                   |

#### Clasificación
| Pos. | Equipo                           | Pts. | PJ | G  | E  | P  | GF | GC | Dif. |                                                     |
| ---- | -------------------------------- | ---- | -- | -- | -- | -- | -- | -- | ---- | --------------------------------------------------- |
| 1    | Racing de Santander (A, C)       | 82   | 38 | 25 | 7  | 6  | 61 | 31 | +30  | Ascenso a Segunda División y Copa del Rey           |
| 2    | R. C. Deportivo de La Coruña     | 74   | 38 | 22 | 8  | 8  | 59 | 29 | +30  | Play-Offs Ascenso a Segunda División y Copa del Rey |
| 3    | Racing Club de Ferrol            | 72   | 38 | 21 | 9  | 8  | 50 | 26 | +24  | Play-Offs Ascenso a Segunda División y Copa del Rey |
| 4    | C. F. Rayo Majadahonda           | 62   | 38 | 19 | 5  | 14 | 50 | 47 | +3   | Play-Offs Ascenso a Segunda División y Copa del Rey |
| 5    | U. D. Logroñés                   | 62   | 38 | 18 | 8  | 12 | 41 | 37 | +4   | Play-Offs Ascenso a Segunda División y Copa del Rey |
| 6    | R. C. Celta de Vigo "B"          | 61   | 38 | 17 | 10 | 11 | 60 | 46 | +14  |                                                     |
| 7    | Unionistas de Salamanca C. F.    | 61   | 38 | 16 | 13 | 9  | 55 | 37 | +18  |                                                     |
| 8    | Real Unión Club                  | 60   | 38 | 18 | 6  | 14 | 51 | 45 | +6   |                                                     |
| 9    | C. D. Badajoz                    | 56   | 38 | 14 | 14 | 10 | 40 | 30 | +10  |                                                     |
| 10   | U. D. San Sebastián de los Reyes | 53   | 38 | 15 | 8  | 15 | 40 | 41 | −1   |                                                     |
| 11   | C. D. Calahorra                  | 52   | 38 | 14 | 10 | 14 | 48 | 43 | +5   |                                                     |
| 12   | Cultural y Deportiva Leonesa     | 49   | 38 | 12 | 13 | 13 | 61 | 55 | +6   |                                                     |
| 13   | S. D. Logroñés                   | 48   | 38 | 12 | 12 | 14 | 43 | 43 | 0    |                                                     |
| 14   | Dux Internacional de Madrid      | 46   | 38 | 11 | 13 | 14 | 46 | 51 | −5   |                                                     |
| 15   | Bilbao Athletic                  | 45   | 38 | 11 | 12 | 15 | 36 | 46 | −10  |                                                     |
| 16   | C. F. Talavera de la Reina (D)   | 42   | 38 | 11 | 9  | 18 | 39 | 54 | −15  | Descenso a Segunda División RFEF                    |
| 17   | Zamora C. F. (D)                 | 37   | 38 | 9  | 10 | 19 | 30 | 48 | −18  | Descenso a Segunda División RFEF                    |
| 18   | Real Valladolid Promesas (D)     | 36   | 38 | 9  | 9  | 20 | 42 | 64 | −22  | Descenso a Segunda División RFEF                    |
| 19   | C. D. Tudelano (D)               | 28   | 38 | 7  | 7  | 24 | 33 | 54 | −21  | Descenso a Segunda División RFEF                    |
| 20   | Extremadura U. D. (D)            | 0    | 38 | 5  | 5  | 28 | 22 | 70 | −48  | Retirado                                            |

Actualizado a los partidos jugados el 28 de mayo de 2022.
 Fuente: Resultados Fútbol
Notas:
1. ↑  El Extremadura fue expulsado de la competición tras dos incomparecencias en la competición. Sus partidos serán adjudicados de 0-2 para sus rivales.[4]

#### Evolución de la clasificación
| Jornada       | 1  | 2  | 3  | 4  | 5  | 6  | 7  | 8  | 9  | 10 | 11 | 12 | 13 | 14 | 15 | 16 | 17 | 18  | 19 | 20 | 21  | 22  | 23  | 24  | 25  | 26  | 27  | 28  | 29  | 30  | 31 | 32 | 33 | 34 | 35 | 36 | 37 | 38 |
| Equipo        |    |    |    |    |    |    |    |    |    |    |    |    |    |    |    |    |    |     |    |    |     |     |     |     |     |     |     |     |     |     |    |    |    |    |    |    |    |    |
| ------------- | -- | -- | -- | -- | -- | -- | -- | -- | -- | -- | -- | -- | -- | -- | -- | -- | -- | --- | -- | -- | --- | --- | --- | --- | --- | --- | --- | --- | --- | --- | -- | -- | -- | -- | -- | -- | -- | -- |
| Racing S.     | 6  | 9  | 5  | 8  | 6  | 6  | 5  | 3  | 4  | 3  | 4  | 2  | 2  | 2  | 2  | 2  | 2  | 2   | 2  | 2  | 2*  | 2*  | 2*  | 2*  | 1*  | 1*  | 1   | 1   | 1   | 1   | 1  | 1  | 1  | 1  | 1  | 1  | 1  | 1  |
| Deportivo     | 1  | 1  | 1  | 1  | 2  | 2  | 4  | 2  | 3  | 1  | 1  | 1  | 1  | 1  | 1  | 1  | 1  | 1   | 1  | 1  | 1*  | 1*  | 1*  | 1   | 2   | 2   | 2   | 2   | 2   | 2   | 2  | 2  | 2  | 2  | 2  | 2  | 2  | 2  |
| Racing F.     | 15 | 13 | 11 | 13 | 11 | 12 | 14 | 12 | 12 | 8  | 10 | 9  | 7  | 8  | 8  | 6  | 5  | 3   | 8  | 8  | 8*  | 12* | 10* | 9*  | 10* | 7*  | 5   | 3   | 3   | 3   | 3  | 3  | 3  | 3  | 3  | 3  | 3  | 3  |
| Rayo Majad.   | 3  | 2  | 6  | 4  | 7  | 4  | 2  | 4  | 2  | 5  | 6  | 3  | 4  | 4  | 3  | 3  | 6* | 9*  | 5  | 4  | 6*  | 6*  | 7*  | 7*  | 4*  | 4*  | 4   | 6   | 4   | 5   | 6  | 6  | 8  | 9  | 7  | 7  | 5  | 4  |
| UD Logroñés   | 12 | 7  | 3  | 3  | 3  | 3  | 6  | 6  | 5  | 4  | 5  | 4  | 3  | 3  | 4  | 4  | 8  | 7   | 6  | 5  | 3   | 3   | 5   | 6   | 7   | 5   | 6   | 4   | 6   | 6   | 4  | 5  | 5  | 6  | 5  | 6  | 6  | 5  |
| Celta B       | 20 | 19 | 13 | 7  | 12 | 8  | 8  | 8  | 9  | 9  | 11 | 8  | 12 | 13 | 11 | 9  | 10 | 8   | 4  | 7  | 5   | 5   | 4   | 3   | 3   | 3   | 3   | 5   | 5   | 4   | 5  | 4  | 4  | 4  | 4  | 4  | 4  | 6  |
| Unionistas    | 8  | 6  | 2  | 2  | 1  | 1  | 1  | 1  | 1  | 2  | 2  | 6  | 5  | 5  | 6  | 7  | 4  | 5   | 3  | 3  | 4   | 4   | 3   | 4   | 5   | 8   | 10  | 10  | 11  | 8   | 7  | 10 | 7  | 7  | 8  | 8  | 7  | 7  |
| R. Unión      | 4  | 3  | 7  | 9  | 14 | 15 | 11 | 10 | 10 | 12 | 9  | 11 | 10 | 6  | 5  | 5  | 3  | 4   | 7  | 6  | 7*  | 7*  | 6*  | 5*  | 6*  | 6   | 8   | 8   | 9   | 10  | 8  | 9  | 10 | 8  | 10 | 9  | 8  | 8  |
| Badajoz       | 2  | 4  | 4  | 5  | 4  | 5  | 3  | 7  | 7  | 6  | 7  | 7  | 9  | 9  | 9  | 8  | 9* | 10* | 11 | 9  | 11  | 11  | 12  | 11  | 12  | 11  | 9   | 11  | 7   | 7   | 9  | 7  | 6  | 5  | 6  | 5  | 9  | 9  |
| Sanse         | 7  | 10 | 8  | 6  | 5  | 7  | 7  | 9  | 8  | 10 | 12 | 12 | 13 | 12 | 12 | 10 | 7  | 6   | 9  | 10 | 12  | 8   | 8   | 8   | 8   | 10  | 11  | 9   | 10  | 11  | 11 | 11 | 11 | 11 | 11 | 11 | 11 | 10 |
| Calahorra     | 11 | 14 | 18 | 19 | 15 | 13 | 15 | 16 | 17 | 14 | 14 | 13 | 11 | 10 | 10 | 12 | 13 | 12  | 10 | 11 | 13  | 9   | 9   | 10  | 9   | 9   | 7   | 7   | 8   | 9   | 10 | 8  | 9  | 10 | 9  | 10 | 10 | 11 |
| Cultural      | 18 | 17 | 12 | 14 | 10 | 11 | 13 | 11 | 11 | 11 | 8  | 10 | 8  | 11 | 13 | 13 | 14 | 14  | 14 | 13 | 10  | 13* | 13* | 13* | 11* | 13* | 13  | 13  | 12  | 12  | 12 | 12 | 12 | 12 | 12 | 13 | 12 | 12 |
| SD Logroñés   | 10 | 11 | 9  | 10 | 8  | 9  | 9  | 5  | 6  | 7  | 3  | 5  | 6  | 7  | 7  | 11 | 11 | 13  | 13 | 12 | 9   | 10  | 11  | 12  | 13  | 12  | 12  | 12  | 13  | 13  | 13 | 13 | 14 | 13 | 13 | 12 | 13 | 13 |
| Inter Madrid  | 13 | 12 | 15 | 11 | 16 | 17 | 17 | 18 | 16 | 17 | 13 | 14 | 14 | 14 | 14 | 14 | 12 | 11  | 12 | 14 | 14  | 14  | 14  | 14  | 14  | 14  | 14  | 14  | 14  | 14  | 14 | 15 | 15 | 15 | 14 | 14 | 14 | 14 |
| Bilbao Ath.   | 5  | 5  | 10 | 12 | 9  | 10 | 12 | 15 | 14 | 15 | 17 | 16 | 16 | 16 | 17 | 18 | 18 | 19  | 16 | 17 | 17  | 17  | 17  | 16  | 15  | 15  | 15  | 15  | 15  | 15  | 15 | 14 | 13 | 14 | 15 | 15 | 15 | 15 |
| Talavera      | 19 | 8  | 14 | 17 | 18 | 16 | 16 | 14 | 15 | 18 | 15 | 15 | 15 | 15 | 15 | 15 | 15 | 17  | 18 | 15 | 15  | 15  | 15  | 15  | 16  | 16  | 16* | 16* | 16* | 16* | 16 | 16 | 16 | 16 | 16 | 16 | 16 | 16 |
| Zamora        | 17 | 15 | 17 | 15 | 17 | 18 | 18 | 19 | 18 | 19 | 19 | 19 | 19 | 19 | 19 | 19 | 19 | 18  | 15 | 16 | 16  | 16  | 16  | 17  | 17  | 17  | 17  | 17  | 17  | 17  | 18 | 18 | 18 | 18 | 18 | 18 | 18 | 17 |
| Valladolid P. | 9  | 18 | 16 | 18 | 19 | 19 | 19 | 17 | 19 | 16 | 18 | 17 | 17 | 17 | 16 | 16 | 16 | 15  | 17 | 18 | 18* | 18* | 18* | 18* | 18* | 18  | 18* | 19* | 18* | 18* | 17 | 17 | 17 | 17 | 17 | 17 | 17 | 18 |
| Tudelano      | 16 | 20 | 20 | 20 | 20 | 20 | 20 | 20 | 20 | 20 | 20 | 20 | 20 | 20 | 20 | 20 | 20 | 20  | 20 | 20 | 20  | 20  | 20  | 20  | 20  | 19  | 19  | 18  | 19  | 19  | 19 | 19 | 19 | 19 | 19 | 19 | 19 | 19 |
| Extremadura   | 14 | 16 | 19 | 16 | 13 | 14 | 10 | 13 | 13 | 13 | 16 | 18 | 18 | 18 | 18 | 17 | 17 | 16  | 19 | 19 | 19  | 19  | 19  | 19  | 19* | 20  | 20  | 20  | 20  | 20  | 20 | 20 | 20 | 20 | 20 | 20 | 20 | 20 |

(*) Con partido(s) pendiente(s).

#### Tabla de resultados cruzados
| Local \ Visitante                | BAD | BIL | CAL | CEL | CUL | DEP | EXT | INT | LSD | LUD | RFE | RSA | RAY | RUN | SAN | TAL | TUD | UNI | VAL | ZAM |
| -------------------------------- | --- | --- | --- | --- | --- | --- | --- | --- | --- | --- | --- | --- | --- | --- | --- | --- | --- | --- | --- | --- |
| C. D. Badajoz                    | —   | 1–0 | 0–0 | 1–1 | 3–3 | 3–0 | 2–0 | 1–0 | 2–2 | 1–2 | 1–1 | 0–1 | 1–2 | 2–1 | 2–1 | 2–0 | 2–1 | 1–0 | 1–2 | 0–0 |
| Bilbao Athletic                  | 0–0 | —   |     | 0–1 | 1–2 | 1–1 | 3–0 | 1–0 | 1–0 | 3–1 | 2–2 | 2–1 | 1–1 | 0–0 | 0–2 | 0–1 | 1–0 | 0–1 | 3–0 | 1–0 |
| C. D. Calahorra                  | 1–0 | 1–1 | —   | 1–0 | 2–0 | 0–3 | 6–1 | 1–2 | 2–1 | 0–0 | 1–1 | 1–2 | 0–1 | 2–4 | 3–2 | 1–2 | 3–0 | 1–1 | 2–1 | 0–0 |
| R. C. Celta de Vigo "B"          | 0–0 | 4–1 | 2–2 | —   | 5–3 | 2–1 | 1–1 | 1–2 | 3–2 | 0–1 | 0–1 | 2–1 | 3–1 | 1–2 | 1–2 | 2–0 | 0–2 | 3–1 | 3–0 | 1–0 |
| Cultural Leonesa                 | 1–0 | 2–1 | 3–0 | 0–1 | —   | 2–3 | 2–1 | 1–1 | 2–2 | 1–2 | 0–2 | 3–0 | 0–2 | 1–1 | 2–0 | 1–2 | 3–1 | 0–1 | 4–2 | 0–0 |
| R. C. Deportivo de La Coruña     | 1–0 | 1–1 | 2–1 | 5–0 | 2–1 | —   | 3–0 | 3–0 | 1–1 | 3–0 | 0–0 | 0–1 | 2–1 | 1–2 | 1–0 | 1–0 | 4–3 | 0–1 | 3–0 | 1–0 |
| Extremadura U. D.                | 0–2 | 0–2 | 0–2 | 0–2 | 1–3 | 0–2 | —   | 1–2 | 0–0 | 0–2 | 1–0 | 2–4 | 3–2 |     | 0–6 | 0–2 | 1–1 | 0–2 | 1–0 | 2–2 |
| Internacional de Madrid          | 1–0 | 3–0 | 2–3 | 1–1 | 3–2 | 2–3 | 4–2 | —   | 3–1 | 2–2 | 0–0 | 0–3 | 2–4 | 2–0 | 0–0 | 1–1 | 1–1 | 0–0 | 2–2 | 1–1 |
| S. D. Logroñés                   | 1–1 | 1–1 | 0–0 | 1–1 | 1–1 | 1–0 | 2–0 | 0–1 | —   | 3–2 | 0–2 | 0–1 | 3–1 | 0–2 | 1–0 | 3–2 | 3–0 | 1–0 | 1–1 | 2–0 |
| U. D. Logroñés                   | 1–0 | 1–0 | 1–0 | 0–0 | 0–0 | 0–1 | 1–3 | 1–1 | 0–1 | —   | 1–2 | 1–0 | 0–1 | 1–0 | 1–0 | 1–0 | 1–0 | 2–1 | 3–2 | 4–1 |
| Racing Club de Ferrol            | 0–1 | 1–1 | 2–1 | 5–0 | 1–1 | 0–0 | 3–0 | 2–0 | 0–2 | 0–1 | —   | 1–1 | 2–1 | 2–1 | 1–0 | 1–0 | 3–1 | 0–1 | 2–1 | 1–3 |
| Racing de Santander              | 0–0 | 2–0 | 1–0 | 2–2 | 4–0 | 0–0 | 2–0 | 2–0 | 1–0 | 1–0 | 1–0 | —   | 3–2 | 4–1 | 0–0 | 5–1 | 1–0 | 1–1 | 1–0 | 2–1 |
| C. F. Rayo Majadahonda           | 0–0 | 1–1 | 2–1 | 0–0 | 1–0 | 1–2 | 2–0 | 2–1 | 1–0 | 1–0 | 0–2 | 2–4 | —   | 1–0 | 1–0 | 1–2 | 1–0 | 4–3 | 3–1 | 3–2 |
| Real Unión Club                  | 1–2 | 1–1 | 0–2 | 1–4 | 1–1 | 2–1 | 0–1 | 2–1 | 2–1 | 1–1 | 0–3 | 1–2 | 1–0 | —   | 0–1 | 3–1 | 3–1 | 1–1 | 2–1 | 2–0 |
| U. D. San Sebastián de los Reyes | 0–0 | 2–0 | 3–0 | 0–7 | 0–3 | 0–0 | 1–0 | 1–0 | 3–1 | 1–1 | 1–0 | 0–1 | 2–1 | 0–2 | —   | 1–0 | 2–1 | 1–2 | 1–1 | 3–1 |
| C. F. Talavera de la Reina       | 1–3 | 4–0 | 0–0 | 1–2 | 0–5 | 1–1 | 1–1 | 1–1 | 1–3 | 2–0 | 1–2 | 1–1 | 0–0 | 1–3 | 2–0 | —   | 2–1 | 1–1 | 0–2 | 0–1 |
| C. D. Tudelano                   | 1–2 | 2–2 | 0–1 | 2–0 | 1–1 | 0–1 | 2–0 | 1–0 | 0–2 | 0–0 | 0–1 | 3–0 | 3–0 | 0–2 | 0–2 | 0–2 | —   | 1–1 | 1–2 | 0–1 |
| Unionistas de Salamanca C. F.    | 2–2 | 0–1 | 3–0 | 1–1 | 2–2 | 2–1 | 3–0 | 2–0 | 3–3 | 4–0 | 0–1 | 1–2 | 2–1 | 2–1 | 0–0 | 4–1 | 3–1 | —   | 0–0 | 2–1 |
| Real Valladolid Promesas         | 1–0 | 3–1 | 1–1 | 1–3 | 3–3 | 0–4 | 2–0 | 2–2 | 2–0 | 0–2 | 1–2 | 3–0 | 0–1 | 0–2 | 2–2 | 2–1 | 0–2 | 0–0 | —   | 1–3 |
| Zamora C. F.                     | 1–1 | 0–1 | 1–0 | 1–0 | 2–2 | 0–1 | 2–0 | 0–2 | 0–0 | 1–4 | 0–1 | 0–3 | 0–1 | 0–1 | 0–3 | 1–1 | 0–0 | 2–1 | 2–0 | —   |

Calendario grupo I primera División RFEF

#### Máximos goleadores
| Pos. | Jugador          | Equipo                 | Goles | Partidos | Penaltis |
| ---- | ---------------- | ---------------------- | ----- | -------- | -------- |
| 1º   | Alberto Quiles   | Deportivo de La Coruña | 17    | 31       | 2        |
| 2.º  | Joselu Gómez     | Racing Club de Ferrol  | 14    | 33       | 6        |
| –    | Cedric Omoigui   | Racing de Santander    | 14    | 30       | 0        |
| 4.º  | Gorka Santamaría | C. D. Badajoz          | 13    | 32       | 1        |
| 5.º  | Héctor Hernández | C. F. Rayo Majadahonda | 10    | 26       | 1        |
| –    | Pablo Torre      | Racing de Santander    | 10    | 29       | 2        |
| –    | Carlos Vicente   | C. D. Calahorra        | 10    | 33       | 2        |
| –    | Iker Guarrotxena | U. D. Logroñés         | 10    | 33       | 2        |

#### Cambios de entrenadores
| Equipo                           | Entrenador (Jornadas)      | Fecha de vacante        | Tipo de salida | Posición en la tabla | Entrenador entrante           | Fecha de nombramiento   |
| -------------------------------- | -------------------------- | ----------------------- | -------------- | -------------------- | ----------------------------- | ----------------------- |
| C. D. Tudelano                   | Javier Olaizola (1 - 7)    | 14 de octubre de 2021   | Despedido      | 20.º                 | Carlos Salvachúa (8 - )       | 15 de octubre de 2021   |
| Zamora C. F.                     | David Movilla (1 - 13)     | 22 de noviembre de 2021 | Mutuo acuerdo  | 19.º                 | Yago Iglesias (14 - )         | 23 de noviembre de 2021 |
| CyD Leonesa                      | Ramón González (1 - 16)    | 12 de diciembre de 2021 | Despedido      | 13.º                 | Curro Torres (17 - )          | 13 de diciembre de 2021 |
| Bilbao Athletic                  | Imanol de la Sota (1 - 16) | 13 de diciembre de 2021 | Despedido      | 18.º                 | Patxi Salinas (17 - )         | 15 de diciembre de 2021 |
| C. D. Badajoz                    | Óscar Cano Moreno (1 - 22) | 8 de febrero de 2022    | Despedido      | 10.º                 | Isaac Jové (23 - )            | 9 de febrero de 2022    |
| Unionistas C. F.                 | Dani Mori (1 - 27)         | 12 de marzo de 2022     | Despedido      | 10.º                 | Luis Ayllón Regidor (28 - )   | 14 de marzo de 2022     |
| C. F. Talavera de la Reina       | Víctor Cea (1 - 30)        | 7 de abril de 2022      | Despedido      | 16.º                 | Manuel Mosquera (31 - )       | 7 de abril de 2022      |
| U. D. San Sebastián de los Reyes | Marcos Jiménez (1 - 32)    | 19 de abril de 2022     | Despedido      | 11.º                 | Miguel Ángel Martínez (33 - ) | 19 de abril de 2022     |

### Grupo II

#### Equipos por comunidad autónoma
| N.º | Com. autónoma        | Equipos |
| --- | -------------------- | --- |
| 7   | Andalucía            | Algeciras C. F. Atlético Sanluqueño Betis Deportivo Linares Deportivo R. B. Linense San Fernando C. D. Sevilla Atlético |
| 5   | Cataluña             | Gimnàstic de Tarragona F. C. Barcelona "B" U. E. Cornellà U. E. Costa Brava C.E. Sabadell                               |
| 3   | Comunidad Valenciana | C. D. Alcoyano C. D. Castellón Villarreal C. F. "B"                                                                     |
| 1   | Andorra              | F. C. Andorra |
| 1   | Baleares             | C. D. Atlético Baleares                                                                                                 |
| 1   | Castilla-La Mancha   | Albacete Balompié |
| 1   | Comunidad de Madrid  | Real Madrid Castilla |
| 1   | Región de Murcia     | UCAM Murcia C. F. |

#### Clasificación
| Pos. | Equipo                        | Pts. | PJ | G  | E  | P  | GF | GC | Dif. |                                                     |
| ---- | ----------------------------- | ---- | -- | -- | -- | -- | -- | -- | ---- | --------------------------------------------------- |
| 1    | F. C. Andorra (A, C)          | 71   | 38 | 21 | 8  | 9  | 61 | 38 | +23  | Ascenso a Segunda División y Copa del Rey           |
| 2    | Villarreal C. F. "B" (A)      | 67   | 38 | 20 | 7  | 11 | 65 | 36 | +29  | Play-Offs Ascenso a Segunda División                |
| 3    | Albacete Balompié (A)         | 67   | 38 | 19 | 10 | 9  | 52 | 34 | +18  | Play-Offs Ascenso a Segunda División y Copa del Rey |
| 4    | Gimnàstic de Tarragona        | 61   | 38 | 16 | 13 | 9  | 41 | 30 | +11  | Play-Offs Ascenso a Segunda División y Copa del Rey |
| 5    | Linares Deportivo             | 60   | 38 | 17 | 9  | 12 | 59 | 47 | +12  | Play-Offs Ascenso a Segunda División y Copa del Rey |
| 6    | C. D. Atlético Baleares       | 59   | 38 | 15 | 14 | 9  | 52 | 35 | +17  | Clasificación a Copa del Rey                        |
| 7    | Algeciras C. F.               | 59   | 38 | 16 | 11 | 11 | 50 | 39 | +11  |                                                     |
| 8    | C. E. Sabadell F. C.          | 58   | 38 | 16 | 10 | 12 | 44 | 33 | +11  |                                                     |
| 9    | F. C. Barcelona "B"           | 57   | 38 | 16 | 9  | 13 | 59 | 51 | +8   |                                                     |
| 10   | Real Madrid Castilla          | 56   | 38 | 16 | 8  | 14 | 66 | 47 | +19  |                                                     |
| 11   | C. D. Alcoyano                | 52   | 38 | 13 | 13 | 12 | 41 | 40 | +1   |                                                     |
| 12   | R. B. Linense                 | 50   | 38 | 13 | 11 | 14 | 35 | 44 | −9   |                                                     |
| 13   | C. D. Castellón               | 50   | 38 | 14 | 8  | 16 | 37 | 50 | −13  |                                                     |
| 14   | U. E. Cornellà                | 48   | 38 | 14 | 6  | 18 | 39 | 48 | −9   |                                                     |
| 15   | San Fernando C. D.            | 48   | 38 | 13 | 9  | 16 | 49 | 58 | −9   |                                                     |
| 16   | Atlético Sanluqueño C. F. (D) | 46   | 38 | 12 | 10 | 16 | 39 | 56 | −17  | Descenso a Segunda División RFEF                    |
| 17   | Sevilla Atlético (D)          | 46   | 38 | 13 | 7  | 18 | 36 | 55 | −19  | Descenso a Segunda División RFEF                    |
| 18   | UCAM Murcia C. F. (D)         | 35   | 38 | 8  | 11 | 19 | 42 | 56 | −14  | Descenso a Segunda División RFEF                    |
| 19   | U. E. Costa Brava (D)         | 33   | 38 | 6  | 15 | 17 | 26 | 51 | −25  | Descenso a Segunda División RFEF                    |
| 20   | Betis Deportivo (D)           | 21   | 38 | 6  | 3  | 29 | 23 | 68 | −45  | Descenso a Segunda División RFEF                    |

Actualizado a los partidos jugados el 28 de mayo de 2022.
 Fuente: RFEF

#### Evolución de la clasificación
| Jornada      | 1  | 2  | 3  | 4  | 5  | 6  | 7  | 8  | 9  | 10 | 11 | 12  | 13  | 14  | 15  | 16  | 17  | 18  | 19  | 20  | 21  | 22  | 23  | 24  | 25  | 26  | 27  | 28  | 29  | 30  | 31  | 32 | 33 | 34 | 35 | 36 | 37 | 38 |
| Equipo       |    |    |    |    |    |    |    |    |    |    |    |     |     |     |     |     |     |     |     |     |     |     |     |     |     |     |     |     |     |     |     |    |    |    |    |    |    |    |
| ------------ | -- | -- | -- | -- | -- | -- | -- | -- | -- | -- | -- | --- | --- | --- | --- | --- | --- | --- | --- | --- | --- | --- | --- | --- | --- | --- | --- | --- | --- | --- | --- | -- | -- | -- | -- | -- | -- | -- |
| Andorra      | 6  | 3  | 9  | 13 | 11 | 8  | 11 | 7  | 12 | 10 | 7  | 6   | 9   | 7   | 4   | 4   | 3   | 3   | 3   | 3   | 2   | 1   | 2   | 3*  | 3*  | 1*  | 3*  | 3   | 2   | 3   | 2   | 1  | 1  | 1  | 1  | 1  | 1  | 1  |
| Villarreal B | 2  | 2  | 2  | 1  | 1  | 1  | 1  | 1  | 1  | 1  | 1  | 1   | 2*  | 2*  | 1*  | 2*  | 2*  | 2*  | 1   | 1   | 1   | 2*  | 1*  | 1*  | 1*  | 2*  | 2   | 2   | 3   | 2   | 3   | 3  | 3  | 3  | 2  | 2  | 2  | 2  |
| Albacete     | 1  | 10 | 5  | 10 | 4  | 3  | 3  | 3  | 5  | 3  | 3  | 4   | 3   | 3   | 3   | 1   | 1   | 1   | 2*  | 2*  | 3*  | 3*  | 3*  | 2*  | 2*  | 3*  | 1   | 1   | 1   | 1   | 1   | 2  | 2  | 2  | 3  | 3  | 3  | 3  |
| Nàstic       | 12 | 6  | 3  | 6  | 3  | 5  | 4  | 5  | 3  | 4  | 9  | 7   | 10  | 13  | 13  | 11  | 12  | 12  | 12  | 14  | 12  | 8   | 7   | 7   | 7   | 5   | 8   | 8   | 7   | 9   | 5   | 7  | 8  | 11 | 8  | 7  | 5  | 4  |
| Linares      | 17 | 16 | 16 | 19 | 14 | 17 | 16 | 17 | 18 | 19 | 19 | 17  | 16  | 16  | 14  | 14  | 14  | 14  | 14  | 11  | 14  | 15  | 15  | 17* | 17* | 17* | 17* | 14* | 14* | 13* | 13* | 13 | 10 | 6  | 5  | 8  | 6  | 5  |
| At. Baleares | 3  | 1  | 1  | 2  | 2  | 2  | 2  | 2  | 2  | 2  | 2  | 2   | 1   | 1   | 2   | 3   | 4*  | 4*  | 4*  | 4*  | 4*  | 4*  | 4*  | 4*  | 4   | 4   | 6   | 5   | 4   | 4   | 4   | 4  | 4  | 7  | 6  | 5  | 7  | 6  |
| Algeciras    | 7  | 11 | 18 | 12 | 10 | 7  | 5  | 4  | 4  | 6  | 5  | 8   | 6   | 8   | 11  | 9   | 9   | 6   | 8   | 6   | 6   | 6   | 9   | 9   | 9   | 8   | 7   | 7   | 6   | 8   | 8   | 6  | 7  | 10 | 7  | 6  | 8  | 7  |
| Sabadell     | 13 | 14 | 11 | 17 | 17 | 18 | 18 | 16 | 16 | 15 | 15 | 16  | 17  | 18  | 18* | 18* | 18* | 18* | 18* | 18* | 18* | 16* | 12* | 12  | 11  | 10  | 10  | 12  | 9   | 10  | 6   | 5  | 6  | 4  | 4  | 4  | 4  | 8  |
| Barcelona B  | 8  | 15 | 17 | 11 | 7  | 11 | 7  | 10 | 11 | 8  | 4  | 3   | 5   | 6   | 10  | 7   | 8   | 10  | 9   | 9   | 10  | 13  | 13  | 14  | 12  | 12  | 14  | 13  | 12  | 11  | 10  | 11 | 9  | 5  | 9  | 11 | 9  | 9  |
| Castilla     | 15 | 7  | 10 | 8  | 12 | 14 | 15 | 14 | 14 | 14 | 12 | 12  | 8   | 10  | 12  | 13  | 10  | 7   | 6   | 8*  | 9*  | 11* | 11* | 15* | 13* | 13* | 11* | 10* | 11* | 7   | 7   | 12 | 13 | 9  | 12 | 10 | 10 | 10 |
| Alcoyano     | 5  | 4  | 6  | 3  | 6  | 10 | 12 | 9  | 10 | 11 | 11 | 10  | 7   | 4   | 6   | 10  | 11  | 11* | 11* | 13* | 11* | 7*  | 5   | 5   | 6   | 9   | 9   | 9   | 10  | 12  | 12  | 8  | 5  | 8  | 10 | 9  | 11 | 11 |
| Linense      | 4  | 5  | 4  | 7  | 9  | 6  | 8  | 6  | 7  | 5  | 10 | 5   | 4   | 5   | 7   | 8   | 5   | 5   | 5   | 7   | 8   | 9   | 10  | 11  | 10  | 11  | 12  | 11  | 13  | 14  | 14  | 14 | 14 | 15 | 15 | 15 | 14 | 12 |
| Castellón    | 18 | 8  | 13 | 16 | 16 | 13 | 10 | 11 | 8  | 7  | 8  | 9*  | 11* | 9*  | 5*  | 5*  | 6*  | 8*  | 7*  | 5*  | 5*  | 5*  | 6   | 8   | 8   | 7   | 5   | 6   | 8   | 5   | 11  | 10 | 12 | 12 | 11 | 12 | 12 | 13 |
| Cornellà     | 20 | 19 | 14 | 15 | 15 | 12 | 9  | 12 | 9  | 12 | 13 | 13  | 14  | 14  | 15  | 15  | 15  | 15  | 15  | 16  | 13  | 12  | 14  | 10  | 14  | 15  | 16  | 17  | 15  | 16  | 17  | 16 | 16 | 16 | 16 | 17 | 16 | 14 |
| San Fernando | 19 | 20 | 20 | 14 | 19 | 15 | 14 | 15 | 15 | 16 | 16 | 14  | 13  | 11  | 8   | 12  | 13* | 13* | 13* | 10* | 7*  | 10* | 8   | 6   | 5   | 6   | 4   | 4   | 5   | 6   | 9   | 9  | 11 | 13 | 13 | 13 | 13 | 15 |
| Sanluqueño   | 11 | 13 | 7  | 4  | 8  | 4  | 6  | 8  | 6  | 9  | 6  | 11  | 12  | 12  | 9   | 6   | 7   | 9*  | 10* | 12* | 15* | 17* | 17* | 16* | 15  | 14* | 15* | 16* | 17* | 15  | 16  | 17 | 17 | 17 | 17 | 16 | 17 | 16 |
| Sevilla At.  | 14 | 18 | 19 | 20 | 18 | 19 | 20 | 20 | 20 | 20 | 20 | 20  | 18  | 17  | 17  | 17  | 16  | 17  | 17* | 17* | 16* | 14* | 16* | 13  | 16  | 16  | 13  | 15* | 16* | 17* | 15  | 15 | 15 | 14 | 14 | 14 | 15 | 17 |
| UCAM Murcia  | 10 | 17 | 8  | 5  | 5  | 9  | 13 | 13 | 13 | 13 | 14 | 15  | 15  | 15  | 16  | 16  | 16  | 16  | 16  | 15  | 17  | 18  | 18* | 18* | 18* | 18* | 18* | 18* | 18* | 18  | 18  | 18 | 18 | 18 | 18 | 18 | 18 | 18 |
| Costa Brava  | 9  | 12 | 12 | 9  | 13 | 16 | 17 | 18 | 17 | 18 | 18 | 19* | 20* | 20* | 20* | 19* | 19* | 19  | 19  | 19  | 19  | 19* | 19* | 19* | 19* | 19* | 19  | 19* | 19* | 19* | 19  | 19 | 19 | 19 | 19 | 19 | 19 | 19 |
| Betis Dep.   | 16 | 9  | 15 | 18 | 20 | 20 | 19 | 19 | 19 | 17 | 17 | 18  | 19  | 19  | 19  | 20* | 20* | 20* | 20* | 20* | 20* | 20* | 20* | 20  | 20  | 20  | 20  | 20* | 20* | 20* | 20* | 20 | 20 | 20 | 20 | 20 | 20 | 20 |

(*) Con partido(s) pendiente(s).

#### Tabla de resultados cruzados
| Local \ Visitante         | ALB | ALC | ALG | AND | ATB | ATS | BAR | BET | CAS | COR | RMC | GIM | LID | LIN | CBR | SAB | SAN | SEV | UCA | VIL |
| ------------------------- | --- | --- | --- | --- | --- | --- | --- | --- | --- | --- | --- | --- | --- | --- | --- | --- | --- | --- | --- | --- |
| Albacete Balompié         | —   | 2–0 | 3–1 | 1–0 | 1–0 | 4–0 | 2–0 | 1–1 | 3–1 | 3–0 | 2–0 | 0–1 | 1–0 | 3–0 | 1–3 | 1–1 | 1–0 | 0–1 | 3–1 | 1–0 |
| C. D. Alcoyano            | 0–0 | —   | 0–0 | 2–2 | 0–0 | 3–0 | 2–3 | 1–0 | 1–1 | 2–0 | 1–1 | 0–1 | 0–2 | 1–0 | 0–1 | 1–1 | 0–2 | 2–1 | 3–2 | 0–0 |
| Algeciras C. F.           | 0–0 | 1–2 | —   | 2–2 | 1–1 | 1–3 | 2–1 | 1–1 | 0–0 | 3–2 | 1–1 | 1–0 | 0–0 | 1–0 | 5–1 | 0–0 | 3–0 | 3–0 | 1–1 | 2–1 |
| F. C. Andorra             | 3–1 | 1–2 | 1–0 | —   | 2–2 | 2–0 | 2–1 | 2–0 | 1–0 | 2–1 | 2–1 | 2–0 | 1–0 | 7–1 | 0–0 | 2–1 | 1–0 | 2–0 | 1–0 | 0–1 |
| C. D. Atlético Baleares   | 4–1 | 2–1 | 2–1 | 1–1 | —   | 0–0 | 6–2 | 1–0 | 2–0 | 0–0 | 1–1 | 1–1 | 1–1 | 1–0 | 1–0 | 3–1 | 1–1 | 0–2 | 3–0 | 0–0 |
| Atlético Sanluqueño C. F. | 2–2 | 2–2 | 0–2 | 1–2 | 1–0 | —   | 0–2 | 1–0 | 0–1 | 4–0 | 3–1 | 0–0 | 0–2 | 0–0 | 1–1 | 0–3 | 1–0 | 1–0 | 1–1 | 2–1 |
| F. C. Barcelona "B"       | 2–2 | 0–0 | 1–1 | 2–1 | 3–1 | 5–0 | —   | 1–2 | 5–0 | 2–1 | 2–2 | 0–2 | 1–1 | 2–1 | 0–0 | 0–2 | 0–2 | 4–0 | 2–2 | 2–1 |
| Betis Deportivo           | 0–2 | 3–2 | 2–3 | 3–2 | 0–2 | 0–3 | 1–2 | —   | 0–1 | 1–3 | 0–3 | 0–3 | 1–3 | 1–2 | 2–0 | 0–4 | 0–1 | 0–1 | 1–0 | 1–2 |
| C. D. Castellón           | 0–0 | 0–0 | 1–0 | 1–3 | 2–1 | 0–1 | 2–0 | 2–1 | —   | 1–3 | 3–0 | 1–1 | 1–1 | 0–2 | 1–0 | 0–1 | 1–3 | 2–0 | 1–0 | 3–3 |
| U. E. Cornellà            | 1–0 | 2–0 | 4–0 | 0–3 | 0–2 | 1–0 | 1–0 | 2–0 | 1–1 | —   | 1–0 | 0–0 | 2–1 | 1–0 | 2–0 | 0–1 | 2–0 | 1–2 | 1–1 | 0–0 |
| Real Madrid Castilla      | 0–1 | 1–2 | 2–0 | 3–1 | 2–2 | 5–2 | 0–0 | 4–0 | 1–2 | 5–0 | —   | 2–1 | 4–1 | 1–1 | 5–1 | 3–0 | 4–0 | 2–1 | 3–0 | 2–1 |
| Gimnàstic de Tarragona    | 0–0 | 2–1 | 1–0 | 0–3 | 1–2 | 3–3 | 1–0 | 2–0 | 3–0 | 1–0 | 1–0 | —   | 3–1 | 5–1 | 1–1 | 1–0 | 1–1 | 1–0 | 2–2 | 1–0 |
| Linares Deportivo         | 0–0 | 1–1 | 0–3 | 3–1 | 2–0 | 1–1 | 1–2 | 3–0 | 3–0 | 0–3 | 1–0 | 2–0 | —   | 0–0 | 2–0 | 2–0 | 3–0 | 4–0 | 1–2 | 2–1 |
| R. B. Linense             | 4–1 | 1–0 | 0–4 | 3–1 | 1–0 | 1–1 | 1–2 | 1–0 | 1–0 | 1–0 | 2–1 | 0–0 | 5–2 | —   | 0–0 | 1–1 | 0–3 | 1–1 | 2–0 | 1–2 |
| U. E. Costa Brava         | 0–3 | 0–3 | 0–1 | 1–1 | 1–2 | 1–0 | 2–2 | 1–2 | 2–0 | 0–0 | 0–1 | 1–0 | 1–4 | 0–0 | —   | 1–1 | 1–1 | 0–0 | 3–0 | 0–0 |
| C. E. Sabadell F. C.      | 1–0 | 3–0 | 0–1 | 0–1 | 1–0 | 1–0 | 1–3 | 0–0 | 1–3 | 2–1 | 0–2 | 2–0 | 3–1 | 0–0 | 3–0 | —   | 2–3 | 1–0 | 1–1 | 0–1 |
| San Fernando C. D.        | 3–3 | 0–0 | 0–2 | 0–1 | 0–4 | 3–1 | 0–2 | 1–0 | 1–2 | 3–3 | 3–1 | 2–0 | 2–2 | 1–1 | 1–1 | 0–1 | —   | 2–3 | 2–1 | 1–3 |
| Sevilla Atlético          | 0–1 | 1–3 | 1–3 | 1–1 | 1–1 | 1–2 | 2–1 | 1–0 | 2–0 | 1–0 | 1–1 | 0–0 | 1–4 | 1–0 | 2–1 | 0–0 | 4–1 | —   | 0–2 | 2–1 |
| UCAM Murcia C. F.         | 1–2 | 1–2 | 2–0 | 1–1 | 1–1 | 1–2 | 1–2 | 1–0 | 0–1 | 2–0 | 3–0 | 1–1 | 1–2 | 1–0 | 1–1 | 1–1 | 2–3 | 2–1 | —   | 2–3 |
| Villarreal C. F. "B"      | 3–0 | 0–1 | 3–0 | 2–0 | 2–1 | 4–1 | 3–0 | 3–0 | 3–2 | 3–0 | 4–1 | 0–0 | 5–0 | 0–0 | 2–0 | 0–3 | 0–3 | 5–1 | 2–1 | —   |

Calendario Grupo II Primera División RFEF 

#### Máximos goleadores
| Pos. | Jugador           | Equipo                  | Goles | Partidos | Penaltis |
| ---- | ----------------- | ----------------------- | ----- | -------- | -------- |
| 1º   | Ferran Jutglà     | F. C. Barcelona "B"     | 19    | 32       | 1        |
| 2.º  | Dioni             | C. D. Atlético Baleares | 17    | 33       | 2        |
| 3.º  | Juan Carlos Arana | Villarreal CF "B"       | 16    | 36       | 0        |
| 4.º  | Sergio Arribas    | Real Madrid Castilla    | 15    | 36       | 4        |
| =    | Chiki             | U. E. Cornellà          | 15    | 34       | 4        |

#### Cambios de entrenadores
| Equipo               | Entrenador (Jornadas)         | Fecha de vacante         | Tipo de salida                                   | Posición en la tabla | Entrenador entrante           | Fecha de nombramiento    |
| -------------------- | ----------------------------- | ------------------------ | ------------------------------------------------ | -------------------- | ----------------------------- | ------------------------ |
| Linares Deportivo    | Alejandro Sandroni (1 - 4)    | 24 de septiembre de 2021 | Despedido                                        | 19.º                 | Alberto González (5 - )       | 24 de septiembre de 2021 |
| Sevilla Atlético     | Paco Gallardo (1 - 7)         | 14 de octubre de 2021    | Despedido                                        | 20.º                 | Alejandro Acejo (8 - )        | 14 de octubre de 2021    |
| F. C. Barcelona "B"  | Sergi Barjuan (1 - 9)         | 27 de octubre de 2021    | Nombrado entrenador interino del F. C. Barcelona | 11.º                 | Albert Capellas INT (10 - 11) | 28 de octubre de 2021    |
| UCAM Murcia          | José María Salmerón (1 - 11)  | 6 de noviembre de 2021   | Despedido                                        | 14.º                 | Salva Ballesta (12 - 26)      | 9 de noviembre de 2021   |
| F. C. Barcelona "B"  | Albert Capellas INT (10 - 11) | 7 de noviembre de 2021   | Fin de interinidad                               | 4.º                  | Sergi Barjuan (12 - )         | 8 de noviembre de 2021   |
| C. E. Sabadell F. C. | Antonio Hidalgo (1 - 13)      | 20 de noviembre de 2021  | Despedido                                        | 17.º                 | Pedro Munitis (14 - )         | 24 de noviembre de 2021  |
| Betis Deportivo      | Manuel Ruano (1 - 14)         | 30 de noviembre de 2021  | Despedido                                        | 19.º                 | Pablo del Pino (15 - )        | 30 de noviembre de 2021  |
| Atlético Sanluqueño  | Pedro Buenaventura (1 - 23)   | 14 de febrero de 2022    | Despedido                                        | 15.º                 | Manolo Sanlúcar (24 - 35)     | 15 de febrero de 2022    |
| R. B. Linense        | Romerito (1 - 24)             | 19 de febrero de 2022    | Despedido                                        | 12.º                 | Alberto Monteagudo (25 - )    | 20 de febrero de 2022    |
| Atlético Baleares    | Xavier Calm (1 - 25)          | 28 de febrero de 2022    | Despedido                                        | 4.º                  | Eloy Jiménez (26 - )          | 1 de marzo de 2022       |
| UCAM Murcia          | Salva Ballesta (12 - 28)      | 20 de marzo de 2022      | Despedido                                        | 18.º                 | José Manuel Aira (29 - )      | 21 de marzo de 2022      |
| U. E. Cornellá       | Raúl Casañ (1 - 28)           | 21 de marzo de 2022      | Despedido                                        | 17.º                 | Gonzalo Riutort (29 - )       | 21 de marzo de 2022      |
| Atlético Sanluqueño  | Manolo Sanlúcar (24 - 35)     | 9 de mayo de 2022        | Despedido                                        | 17.º                 | Antonio Iriondo (36 - )       | 9 de mayo de 2022        |

## Árbitros
1. ALBEROLA ROJAS, Antonio
2. ALEMÁN PÉREZ, Alexandre
3. ÁVALOS MARTOS, Albert
4. BESTARD SERVERA, Luis
5. BUENO PRIETO, Fernando
6. BUSQUETS FERRER, Mateo
7. CALDERIÑA PAVÓN, Carlos
8. CAMBRONERO GONZÁLEZ, David
9. CAMPOS SALINAS, Juan Antonio
10. CATALÁ FERRÁN, Albert
11. CID CAMACHO, Germán
12. COLLADO LÓPEZ, Luis Fernando
13. CONEJERO SÁNCHEZ, Guillermo
14. DE ENA WOLF, Alonso
15. DÍAZ ESCUDERO, Jorge
16. DOMINGUEZ CERVANTES, Abraham
17. ESCRICHE GUZMÁN, Sergio
18. ETAYO HERRERA, Gorka
19. FERNÁNDEZ BUERGO, Carlos
20. FERNÁNDEZ VIDAL, Francisco Javier
21. FUENTE MARTÍN, Alberto
22. FUENTES MOLINA, Andrés
23. GARCÍA GÓMEZ, Manuel
24. GÓMEZ LAMEIRO, Alberto
25. GONZÁLEZ DÍAZ, Miguel
26. GUZMÁN MANSILLA, José Luis
27. HUERTA DE AZA, Marta
28. LAX FRANCO, Salvador
29. LÓPEZ JIMÉNEZ, David
30. LÓPEZ PARRA, Álvaro
31. LUCENA PERDOMO, Alejandro
32. MARTÍNEZ MONTALBÁN, José David
33. MONTER SOLÁNS, Antonio
34. MORALES MORENO, Pablo
35. MUÑOZ PÉREZ, Iván
36. MUÑOZ PIEDRA, Pedro Eugenio
37. MURESAN, Sergiu Claudiu
38. ORELLANA CID, Manuel Jesús
39. PALENCIA CABALLERO, Daniel
40. PARDEIRO PUENTE, José Alberto
41. PASTORIZA IGLESIAS, Daniel
42. PÉREZ FERNÁNDEZ, Carlos
43. PÉREZ HERNÁNDEZ, Manuel Ángel
44. PÉREZ MULEY, Sergio
45. PÉREZ PERAZA, Víctor
46. POZUETA RODRÍGUEZ, Manuel
47. RAMO ANDRÉS, Armando
48. RECIO MORENO, David
49. ROMÁN ROMÁN, Fernando
50. ROMERO FREIXAS, Gonzalo
51. RUIPÉREZ MARÍN, Rubén
52. RUIZ ÁLVAREZ, Jaime
53. SÁEZ VITAL, Francisco
54. SÁNCHEZ SÁNCHEZ, Antonio
55. SÁNCHEZ VILLALOBOS, José Antonio
56. SESMA ESPINOSA, Miguel
57. TÁRRAGA LÁJARA, Jorge
58. USÓN ROSEL, Sergio
59. VELASCO ARBAIZA, Aimar
60. VICENTE MORAL, Alfonso

Fuente: https://www.rfef.es/sites/default/files/images19/05_a1rfef.pdf

## Promoción de ascenso a Segunda División
Participarán los equipos clasificados del segundo al quinto lugar, de los cuales dos equipos ascenderán. Se desarrollará mediante el sistema de eliminatorias a partido único en una sede designada por la RFEF. En el caso de terminar el partido en empate, y de la misma manera la prórroga, se proclamará vencedor el equipo mejor clasificado en la liga regular.

### Sedes
| La Coruña (Galicia)                 | Vigo (Galicia)                        | Ferrol (Galicia)                      |
| ----------------------------------- | ------------------------------------- | ------------------------------------- |
| Estadio de Riazor Capacidad: 34 899 | Estadio de Balaídos Capacidad: 29 000 | Estadio de A Malata Capacidad: 12 043 |
|                                     |                                       |                                       |

### Equipos clasificados
| Pos. | Grupo 1                | Grupo 2              |
| ---- | ---------------------- | -------------------- |
| 2.°  | Deportivo de La Coruña | Villarreal C. F. "B" |
| 3.°  | Racing Club de Ferrol  | Albacete Balompié    |
| 4.°  | Rayo Majadahonda       | Nàstic de Tarragona  |
| 5.°  | UD Logroñés            | Linares Deportivo    |

### Semifinales

#### R. C. Deportivo de La Coruñavs.Linares Deportivo
| 4 de junio de 2022; 21:00 | R. C. Deportivo de La Coruña                                 | 4:0 (1:0) | Linares Deportivo | Estadio de Riazor, La Coruña    |                                 |
|                           | Quiles 45+3', 70' · Mario Soriano 64' · Álex Bergantiños 68' | Reporte   |                   | Árbitro(s): Salvador Lax Franco | Árbitro(s): Salvador Lax Franco |

| Pasa a la final Deportivo de La Coruña |

#### Albacete Balompiévs.Rayo Majadahonda
| 4 de junio de 2022; 18:00 | Albacete Balompié                          | 2:1 (1:0) | Rayo Majadahonda   | Estadio de Balaídos, Vigo, (Pontevedra) |                                   |
|                           | 'Jordi Sánchez' 22' · 'Rubén Martínez' 82' | Reporte   | 68' Néstor Albiach | Árbitro(s): Mateo Busquets Ferrer       | Árbitro(s): Mateo Busquets Ferrer |

| Pasa a la final Albacete Balompié |

#### Villarreal C.F. "B"vs.U. D. Logroñés
| 5 de junio de 2022; 18:00 | Villarreal C.F. "B"                                           | 3:1 (0:1) | U. D. Logroñés | Estadio de A Malata, Ferrol, (La Coruña) |                                       |
|                           | A. del Moral 60' · 'A. De La Fuente' 73' · 'N. Iosifov' 90+4' | Reporte   | 42' Duba       | Árbitro(s): José Luis Guzmán Mansilla    | Árbitro(s): José Luis Guzmán Mansilla |

| Pasa a la final Villarreal C.F. "B" |

#### Racing Club de Ferrolvs.Nàstic de Tarragona
| 5 de junio de 2022; 18:00 | Racing Club de Ferrol | 0:1 (0:0) | Nàstic de Tarragona | Estadio de Balaídos, Vigo                  |                                            |
|                           |                       | Reporte   | 58' 'Nil Jiménez'   | Árbitro(s): Sergiu Claudiu Muresan Muresan | Árbitro(s): Sergiu Claudiu Muresan Muresan |

| Pasa a la final Nàstic de Tarragona |

### Finales

#### R. C. Deportivo de La Coruñavs.Albacete Balompié
| Final ascenso; 11 de junio de 2022, 18:00 | R. C. Deportivo de La Coruña | 1:2 (1:1, 1:0) (t. s.) | Albacete Balompié                          | Estadio de Riazor, La Coruña |                            |
|                                           | Mario Soriano 26'            | Reporte                | 83' Alberto Jiménez · 113' 'Jordi Sánchez' | Árbitro(s): Fuentes Molina   | Árbitro(s): Fuentes Molina |

#### Villarreal C.F. "B"vs.Nàstic de Tarragona
| Final ascenso; 11 de junio de 2022, 21:00 | Villarreal C.F. "B"        | 2:0 (2:0, 0:0) | Nàstic de Tarragona | Estadio de Balaídos, Vigo, (Pontevedra) |                         |
|                                           | Nicolas Jackson 51', 90+3' |                |                     | Árbitro(s): Cid Camacho                 | Árbitro(s): Cid Camacho |

| Ascienden a Segunda División Albacete Balompié Villarreal C.F. "B" |

## Final de campeones
Los equipos campeones de liga en cada grupo de los dos grupos se enfrentaron entre sí, en campo neutral y a partido único, para determinar quien resultaba campeón absoluto o supercampeón de la Primera RFEF. El ganador obtuvo la clasificación directa a la segunda ronda de la Copa del Rey.
| 3 de junio de 2022; 21:00 | Racing de Santander        | 3:0 (1:0) | F.C. Andorra | Estadio de A Malata, Ferrol, (La Coruña) |                          |
|                           | Cedric 24', 62' · Soko 86' | Reporte   |              | Árbitro(s): Muñoz Piedra                 | Árbitro(s): Muñoz Piedra |

| Campeón Racing de Santander |

## Clasificados para laCopa del Rey 2022-23
Se clasifican los cinco mejores de cada grupo (salvo los filiales, ya que no participan en dicha competición).
| Bandera de Cantabria | Bandera de Galicia           | Bandera de Galicia    | Bandera de la Comunidad de Madrid | Bandera de La Rioja (España) |
| Racing de Santander  | R. C. Deportivo de La Coruña | Racing Club de Ferrol | C. F. Rayo Majadahonda            | U. D. Logroñés               |
| 1.º Grupo 1          | 2.º Grupo 1                  | 3.º Grupo 1           | 4.º Grupo 1                       | 5.º Grupo 1                  |

| Bandera de Andorra | Bandera de Castilla-La Mancha | Bandera de Cataluña    | Bandera de Andalucía | Bandera de las Islas Baleares |
| F. C. Andorra      | Albacete Balompié             | Gimnàstic de Tarragona | Linares Deportivo    | C. D. Atlético Baleares       |
| 1.º Grupo 2        | 3.º Grupo 2                   | 4.º Grupo 2            | 5.º Grupo 2          | 6.º Grupo 2                   |